# ويندوز سيرفر 2025
ويندوز سيرفر 2025 (بالإنجليزية: Windows Server 2025) هو الإصدار الرابع عشر والحالي الرئيسي لنظام التشغيل Windows NT الذي أنتجته مايكروسوفت ليتم إصداره تحت اسم العلامة التجارية Windows Server. تم إصداره في 1 نوفمبر 2024.
أعلنت مايكروسوفت أن ميزة الأمر sudo ستكون متاحة لنظام التشغيل Windows Server 2025؛ ومع ذلك، مع إصدار Windows 11 build 26052، أكدت لاحقًا أن الميزة ستكون متاحة حصريًا على ويندوز 11. ومع ذلك، وجد بعض المستخدمين آثار أمر sudo في المعاينة. صرحت مايكروسوفت أنه تمت إضافته عن طريق الخطأ وسيتم تعطيله في الإصدارات المستقبلية.
كما أنه أول نظام تشغيل Windows Server يدعم بنية ARM64.

## الميزات
يحتوي Windows Server 2025 على الميزات التالية:
- Server Flighting، القدرة على الترقية إلى إصدار جديد عبر ويندوز أبديت
- اشتراك الدفع حسب الاستخدام
- SMB عبر كويك (شبكات)
- التصحيح السريع

## وصلات خارجية
- الموقع الرسمي